# Dolg
Dolg (Долг) è un film del 1977 diretto da Anatolij Nitočkin.

## Trama
Il commissario Selivanov e diversi uomini dell'Armata Rossa riescono a fuggire dalla prigionia. Le guardie bianche e Basmachi li stanno inseguendo. Fuggendo, gli uomini dell'Armata Rossa sequestrano un carro, nel quale trovano un bambino che allatta, e rischiando la vita, fanno di tutto per salvarlo.